# ويليام سارويان

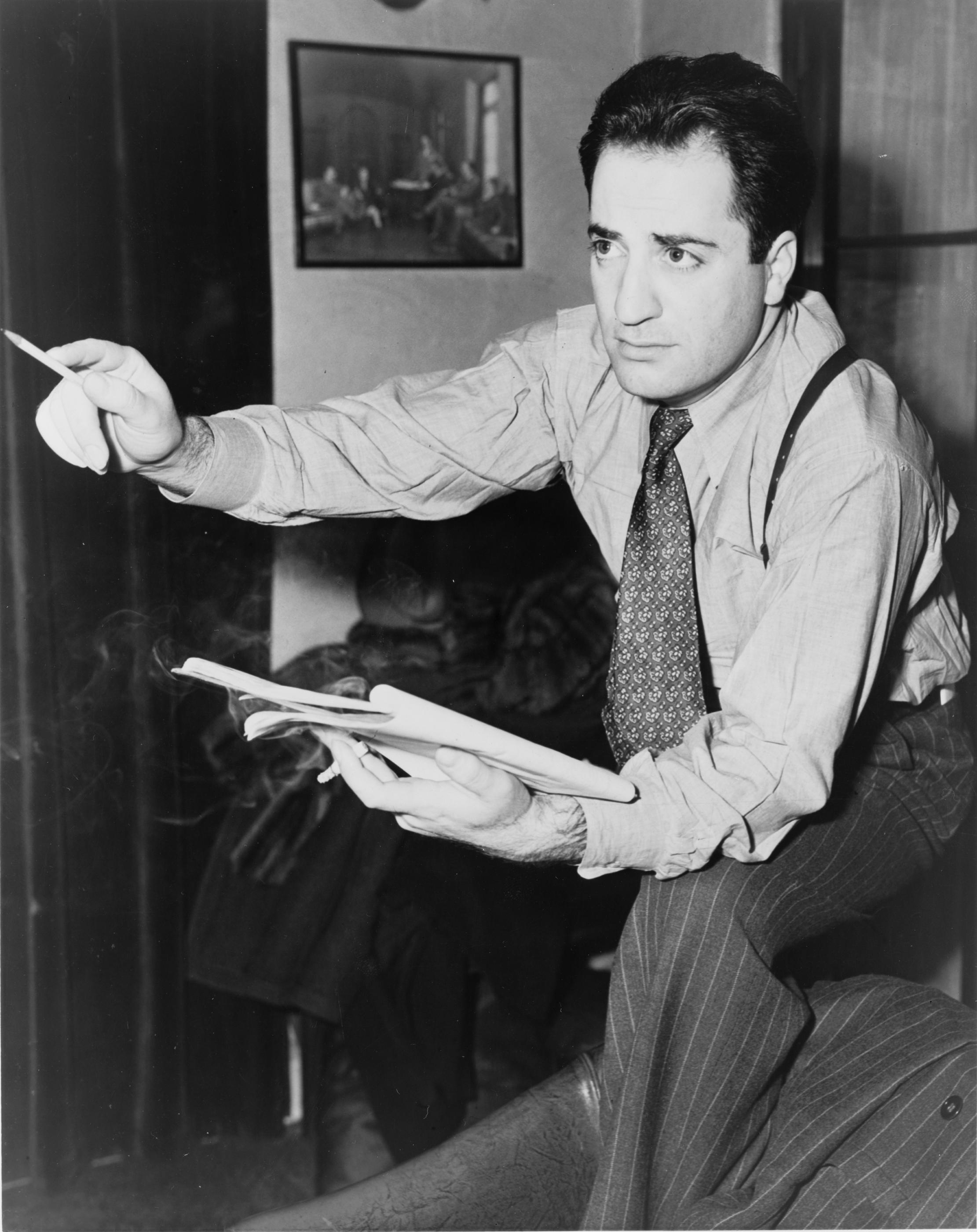
وليام سارويان

وليام سارويان (بالأرمنية: Վիլյամ Սարոյան) (ولد 31 أغسطس 1908- توفي 18 مايو 1981) روائي، وكاتب مسرحي، وكاتب قصة قصيرة أمريكي من أصل أرمني. حصل على جائزة بوليتزر عن فئة الدراما في عام 1940، وفي عام 1943 فاز بجائزة الأوسكار لأفضل قصة عن فيلم مقتبس من روايته الكوميديا الإنسانية.
كتب سارويان باستفاضة عن حياة المهاجرين الأرمن في كاليفورنيا. تبدأ العديد من قصصه ومسرحياته في مسقط رأسه فريسنو. بعض من أشهر أعماله ساعة العمر، واسمي آرام، وقلبي مع الهضاب.
وُصِف في بيان صحافي لكلية ديكنسون بأنه «أحد أبرز الشخصيات الأدبية في منتصف القرن العشرين»، ووصفه ستيفن فراي بأنه «أحد أكثر الكتاب المستهان بهم في القرن الحادي والعشرين». يشير فراي إلى أنه «ينبغي أن يأخذ مكانه بشكل طبيعي جنبًا إلى جنب مع همينغوي، وستاينبيك، وفوكنر».

## سيرته

### النشأة
ولد ويليام سارويان في 31 أغسطس 1908، في فريسنو، كاليفورنيا، والداه أرميناك وتاكوهي سارويان، المهاجرين الأرمن من بدليس، الدولة العثمانية. جاء والده إلى نيويورك في عام 1905 وبدأ الوعظ في الكنائس الرسولية الأرمنية.
في سن الثالثة وبعد وفاة والده، وضِع سارويان مع شقيقه وشقيقته في دار للأيتام في أوكلاند، كاليفورنيا. ثم استمر في وصف تجربته في دار الأيتام في كتاباته. بعد خمس سنوات، جرى لم شمل الأسرة في فريسنو، كانت والدته تاكوهي قد حصلت على عمل في مصنع للتعليب. واصل تعليمه بمفرده، ودعم نفسه بالوظائف، مثل العمل كمدير مكتب لشركة سان فرانسيسكو تلغراف.
قرر سارويان أن يصبح كاتبًا بعد أن عرضت عليه والدته بعض كتابات والده. نشر بعض مقالاته القصيرة الأولى في مجلة أوفرلاند الشهرية. ظهرت قصصه الأولى في الثلاثينيات من القرن العشرين. من بين هذه القصص قصة العجلة المكسورة، التي كُتبت باسم سيراك غوريان ونشرت في المجلة الأرمنية هيرنيك في عام 1933. استندت العديد من قصص سارويان على تجارب طفولته بين مزارعي الفاكهة الأرمن الأمريكيين في سان هواكين فالي أو على التعامل مع فقدان المهاجرين لجذورهم. كانت مجموعة القصة القصيرة اسمي آرام عام 1940، من أكثر الكتب مبيعًا على مستوى العالم، والتي تدور حول صبي صغير وشخصيات ملونة من عائلته المهاجرة. تُرجمت إلى لغات عديدة.

## أعماله
أول كتاب له كان مجموعة قصصية بعنوان الشاب الجريء على الأرجوحة الطائرة التي صدرت عام 1934. وفاز سارويان بجائزة بوليتزر عن مسرحيته زمن حياتك التي تعتبر أفضل مسرحياته، ولكنه رفض تسلم الجائزة بحجة أنه يرفض الجوائز الأدبية.

## ببليوغرافيا

### الكتب التي أنجزها
- الشاب الشجاع على الأرجوحة الطائرة عام 1935.
- الشهيق والزفير عام 1936.
- ثلاثة في ثلاثة عام 1936.
- الأطفال الصغار عام 1937.
- مشكلة مع النمور عام 1938.
- السلم، إنه رائع عام 1939.
- أيها الحب، هذه قبعتي عام 1938.
- اسمي آرام عام 1940.
- رازل دازل عام 1942.
- الكوميديا الإنسانية عام 1943.
- ابتعد أيها العجوز عام 1944,
- أيها الطفل العزيز عام 1944.
- مغامرات ويسلي جاكسون عام 1946.
- مغامرات التوأم عام 1950 مجلة سارويان مع إعادة طبع ويسلي جاكسون.
- روك واغرام عام 1951.
- نمر تريسي عام 1952.
- راكب الدراجة في تلال بفرلي عام 1952.
- المَضْحَكة عام 1953.
- الحب عام 1955.
- فويلد الكامل وقصص أخرى عام 1956.
- أمي أحبك عام 1956.
- بابا، أنت أحمق عام 1957.
- ها قد جاء وذهب، تعرف من أقصد عام 1962.
- «غاستون» عام 1962، قصة قصيرة جُمعت في الجنون...
- لي: كتاب ماجستير حديث للأطفال عام 1963، زوده بالرسوم موراي تينكلمان.
- لا تمُت عام 1963.
- صبية وبنات معًا عام 1963.
- في ظهيرة يوم ما من العالم عام 1964.
- مسافة قصيرة، عربة جميلة عام 1966.
- كنت أعتقد أني امتلكته إلى الأبد، الآن لست متأكدًا عام 1968.
- الرجل مع قلبه في المرتفعات وقصص أخرى عام 1968.
- رسائل من 74 شارع تيبوت عام 1971.
- سُجوني عام 1972.
- أيام الحياة والموت والهروب إلى القمر عام 1973.
- الأبناء يأتون ويذهبون، الأمهات يعلقن إلى الأبد عام 1976.
- فرص اللقاءات عام 1978.
- النعي عام 1979.
- المواليد عام 1983.
- اسمي سارويان عام 1983.
- الجنون في الأسرة عام 1988، جُمعت من قصص لاحقة.

## وصلات خارجية
- ويليام سارويان على موقع أرشيف الشارخ.

ويليام سارويان على موقع IMDb (الإنجليزية)
- ويليام سارويان على موقع الموسوعة البريطانية (الإنجليزية)
- ويليام سارويان على موقع مونزينجر (الألمانية)
- ويليام سارويان على موقع قاعدة بيانات الأفلام العربية
- ويليام سارويان على موقع ألو سيني (الفرنسية)
- ويليام سارويان على موقع ميوزك برينز (الإنجليزية)
- ويليام سارويان على موقع أول موفي (الإنجليزية)
- ويليام سارويان على موقع قاعدة بيانات برودواي على الإنترنت (الإنجليزية)
- ويليام سارويان على موقع قاعدة بيانات الأفلام السويدية (السويدية)
- ويليام سارويان على موقع إن إن دي بي (الإنجليزية)